# 聖胡安縣 (猶他州)

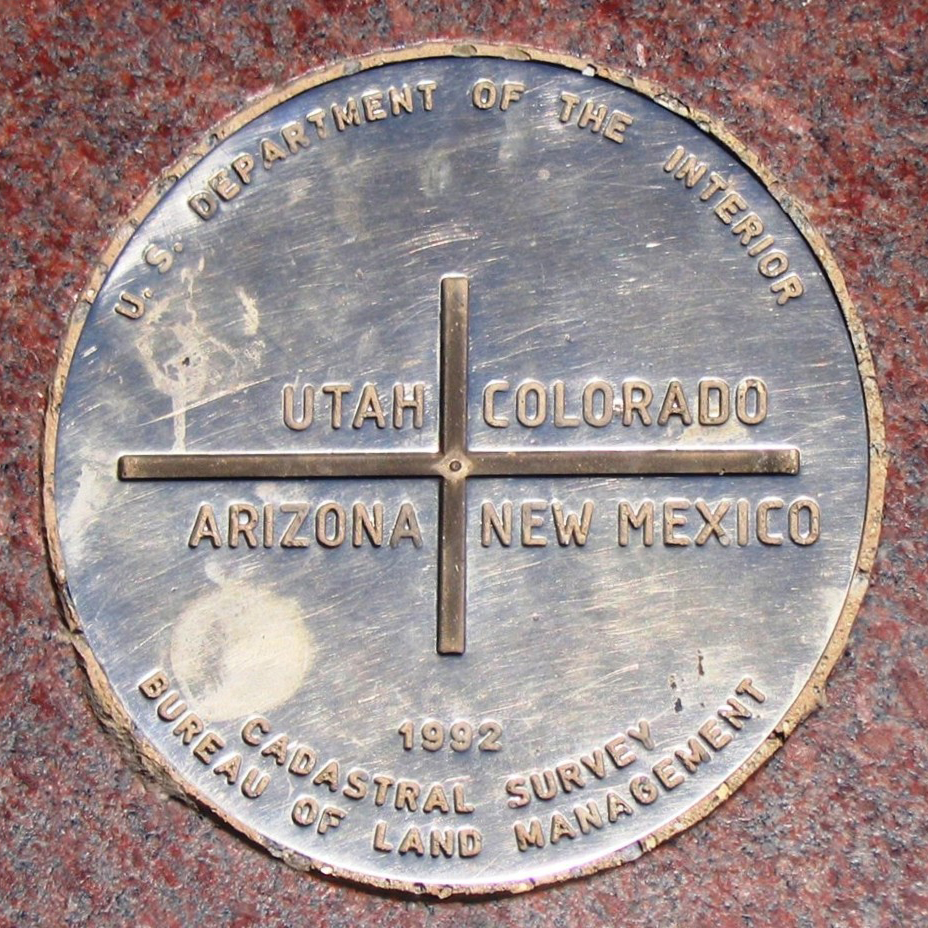
四角落州纪念处的聖胡安縣部份。

聖胡安縣（英語：San Juan County）是美国犹他州東南部的一個縣，西界科羅拉多河，南鄰亞利桑那州，東鄰科羅拉多州，東南鄰新墨西哥州，面積20,547平方公里。根据2020年美國人口普查，共有人口14,518人。縣治蒙蒂塞洛。而縣中最大的城市為布蘭丁。
聖胡安縣成立於1880年，縣名來自聖胡安河，而聖胡安河則是得名自使徒約翰，並且是由西班牙探险家命名。聖胡安縣是美國少數美國原住民數量比白人多的縣份。

## 地理

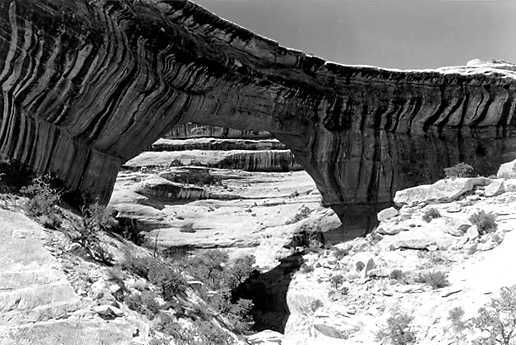
於天生橋國家紀念區的丝帕浦大桥

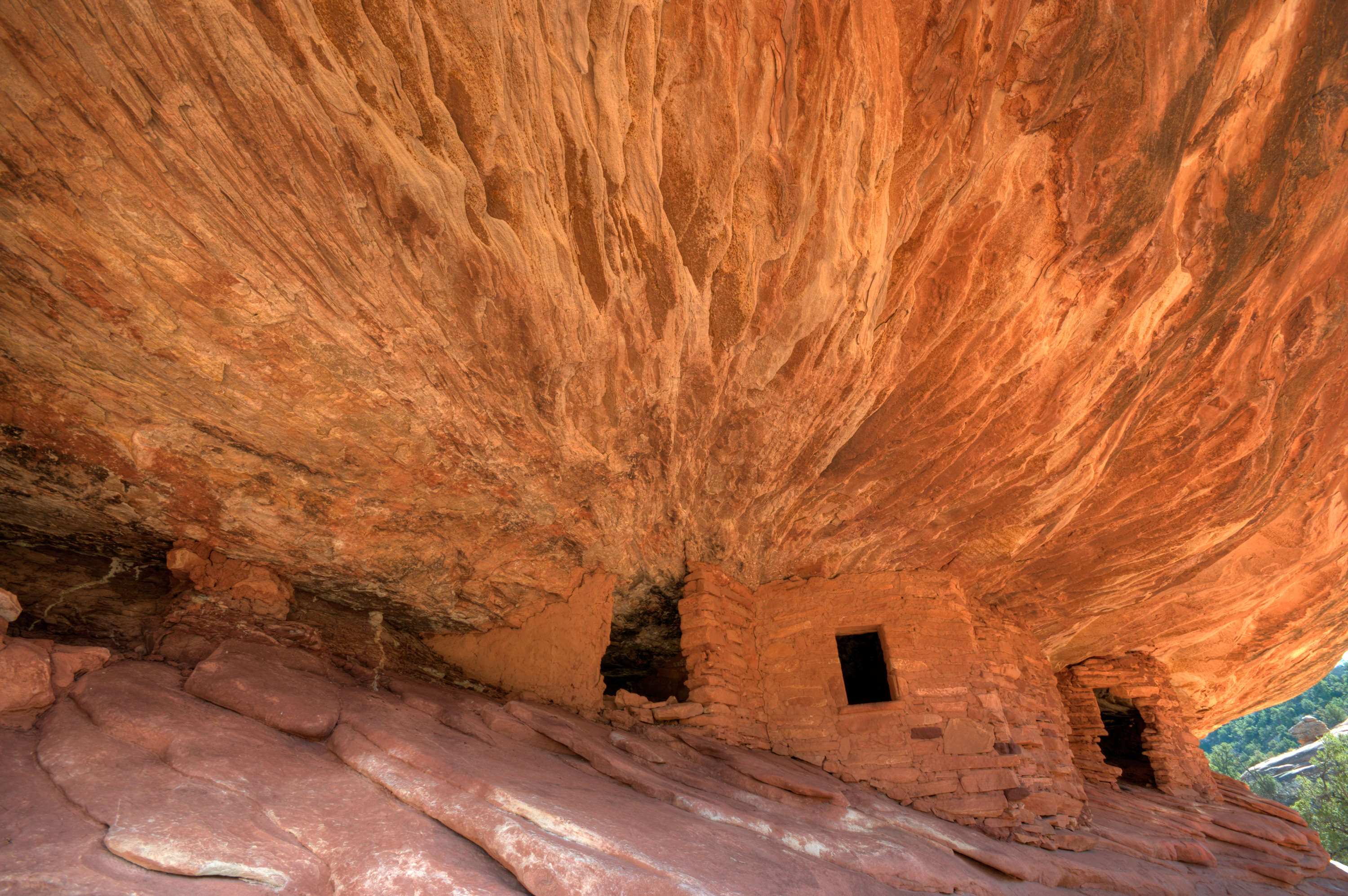
起火之屋废墟，其中一個阿那萨吉人的遺跡。

根據2000年人口普查，聖胡安縣總面積為7,933平方英里（20,550平方），既是猶他州中最大的縣，亦是美國面積第24大縣份。其中有7,820平方英里（20,300平方），即98.58%為陸地；113平方英里（293平方），即1.42%為水域。其人口密度為每平方英里2居民。

### 毗邻县
- 犹他州 格蘭德縣：北方東南西
- 科羅拉多州 梅薩縣：東北方（僅一點與聖胡安縣毗邻）
- 科罗拉多州 蒙特羅斯縣：東北方
- 科罗拉多州 聖米格爾縣：西方
- 科罗拉多州 多洛雷斯縣：東方
- 科罗拉多州 蒙提祖馬縣 ：東方
- 新墨西哥州 聖胡安縣：東南方（僅一點與聖胡安縣毗邻）
- 亞利桑那州 阿帕契縣：南方
- 亚利桑那州 納瓦霍縣：南方
- 亚利桑那州 可可尼諾縣：西南方
- 猶他州 凱恩縣：西方
- 猶他州 加菲爾德縣：西方
- 猶他州 韋恩縣：西方
- 猶他州 艾麥里縣：西北方（僅一點與聖胡安縣毗邻）

聖胡安縣是美國毗邻县數量最多的縣份。

## 人口
| 调查年                   | 人口   | 备注 | %±     |
| ------------------------ | ------ | ---- | ------ |
| 1880                     | 204    |      | —      |
| 1890                     | 365    |      | 78.9%  |
| 1900                     | 1,023  |      | 180.3% |
| 1910                     | 2,377  |      | 132.4% |
| 1920                     | 3,379  |      | 42.2%  |
| 1930                     | 3,496  |      | 3.5%   |
| 1940                     | 4,712  |      | 34.8%  |
| 1950                     | 5,315  |      | 12.8%  |
| 1960                     | 9,040  |      | 70.1%  |
| 1970                     | 9,606  |      | 6.3%   |
| 1980                     | 12,253 |      | 27.6%  |
| 1990                     | 12,621 |      | 3.0%   |
| 2000                     | 14,413 |      | 14.2%  |
| 2010                     | 14,746 |      | 2.3%   |
| Source: US Census Bureau |        |      |        |

### 2010年
根據2010年人口普查，聖胡安縣擁有14,746居民和4,505住戶。聖胡安縣的人口是由50.4%白人、0.2%非裔、46.80%原住民、0.3%亞裔和2.3%混血构成。而西裔或拉美裔僅佔人口4.4%。

### 2000年
根據2000年人口普查，聖胡安縣擁有14,413居民、4,089住戶和3,234家庭。。其人口密度為每平方英里2居民（每平方公里1居民）。聖胡安縣擁有5,449間房屋单位，其密度為每平方英里1間（每平方公里0.3間）。聖胡安縣的人口是由40.77%白人、0.12%非裔、55.69%原住民、0.17%亞裔、0.03%太平洋岛民、1.70%其他種族和1.51%混血构成。而西裔或拉美裔僅佔人口3.75%。
在4,089住户中，有47.00%擁有一個或以上的兒童（18歲以下）、60.40%為夫妻、14.10%為單親家庭、而有20.90%為非家庭。其中18.70%住户為獨居，6.70%為同居長者。平均每戶有3.46人，而平均每個家庭則有4.02人。在14,413居民中，有39.30%為18歲以下、10.00%為18至24歲、25.20%為25至44歲、17.10%為45至64歲以及8.40%為65歲以上。人口的年齡中位數為26歲，每100個女性就有99.50個男性。而每100個成年女性（18歲以上）則有94.90個成年男性。
聖胡安縣的住戶收入中位數為$28,137，而家庭收入中位數則為$31,673。男性的收入中位數為$31,497，而女性的收入中位數則為$19,617。聖胡安縣的人均收入為$10,229。約26.90%家庭和31.40%人口在貧窮線以下。